# Campoletis postica
Campoletis postica là một loài tò vò trong họ Ichneumonidae.